# Cryptomalus sherpa
Cryptomalus sherpa är en skalbaggsart som först beskrevs av Miłosz A. Mazur 1991.  Cryptomalus sherpa ingår i släktet Cryptomalus och familjen stumpbaggar. Inga underarter finns listade i Catalogue of Life.